# Gentiana sikokiana
Gentiana sikokiana är en gentianaväxtart som beskrevs av Carl Maximowicz. Gentiana sikokiana ingår i släktet gentianor, och familjen gentianaväxter. Inga underarter finns listade i Catalogue of Life.